# Beatrice Forbes-Robertson Hale
Beatrice Forbes-Robertson Hale (1883-5 de septiembre de 1967) fue una actriz, conferenciante, escritora y sufragista británica.

## Infancia y juventud
Forbes-Robertson nació en Inglaterra, hija de Gertrude Knight e Ian Forbes-Robertson, y nieta del crítico de teatro Joseph Knight. Era sobrina de los actores Johnston Forbes-Robertson y Norman Forbes-Robertson, y prima del ingeniero de aviación Maxine (Blossom) Miles y la actriz Jean Forbes-Robertson.

## Carrera y activismo
Forbes-Robertson trabajó como actriz desde los 17 años y fue conferenciante y defensora del sufragio en Inglaterra, antes de trasladarse a Nueva York en 1907 para continuar con su trabajo teatral y político. Se incorporó a la New Theatre Company e interpretó papeles importantes e ingeniosos en obras como The Morals of Marcus, The Mollusc, The Cottage in the Air y Strife de John Galsworthy. Fue miembro del Club Heterodoxy, un grupo de debate feminista con sede en Greenwich Village, y vicepresidenta de la Liga Sufragista de Actrices. Durante la Primera Guerra Mundial fue presidenta de la Asociación Británica de Socorro de Guerra, y recaudó fondos en Nueva York para hospitales militares en el extranjero.

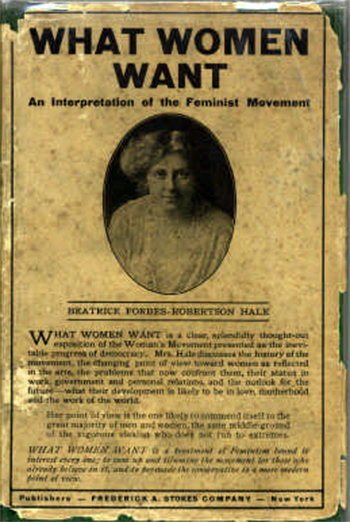
"Lo que quieren las mujeres"

Forbes-Robertson  dejó el escenario después del matrimonio y la maternidad, pero continuó como conferenciante sobre los derechos de la mujer, la renovación de la vestimenta y moda victoriana, y cuestiones teatrales en sus últimos años. El 18 de enero de 1916 habló ante la Asamblea General de Kentucky sobre el derecho al voto de las mujeres. En 1919 intervino como oradora en una gran manifestación en apoyo del movimiento Girl Scouting en el DAR Constitution Hall, una sala de conciertos en Washington D. C.

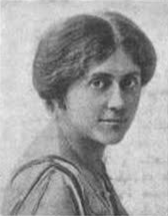
Beatrice Forbes-Robertson Hale, 1921

También escribió varios libros, entre ellos What Women Want: An Interpretation of the Feminist Movement (1914), The Nest Builder (1916, una novela), Little Allies: A Story of Four Children (1918) y What's Wrong with Our Girls? (1923). En What Women Want examinó el estado del movimiento feminista estadounidense en la década de 1910 y declaró:
"Las mujeres a menudo han sido objeto de burlas por su falta de facultades creativas y de razonamiento. Pero hasta la época actual, el número de mujeres que tienen oportunidades de desarrollarlas ha sido tan pequeño en proporción al de los hombres que hace que cualquier comparación sea odiosa. Solo ahora las facultades de las mujeres están emergiendo de la oscuridad. . . . Cuando tantas mujeres como hombres sean libres de expresarse, sólo quedará una lucha en la tierra, la lucha de todos los desposeídos, hombres y mujeres por igual, por su herencia."

## Legado y vida personal
Forbes-Robertson se casó con el abogado Swinburne Hale en 1910. Tuvo tres hijas, Sanchia (1911) y las gemelas Rosemary y Clemency (1913). Se divorció en 1920. Aproximadamente 140 de sus cartas del período 1913-1919 están en los Swinburne Hale Papers de la Biblioteca Pública de Nueva York.